# 伯特霍爾德堡 (北達科他州)
伯特霍爾德堡（英語：Fort Berthold）是位於美國北達科他州麥肯齊縣及麥克萊恩縣的一個未組織地區。

## 地方資料
伯特霍爾德堡的面積為418.61平方千米，當中陸地面積為388.85平方千米，而水域面積為29.76平方千米。根據2010年美國人口普查的數據，當地共有人口1399人，而人口密度為每平方千米3.34人。